# Cantiaci

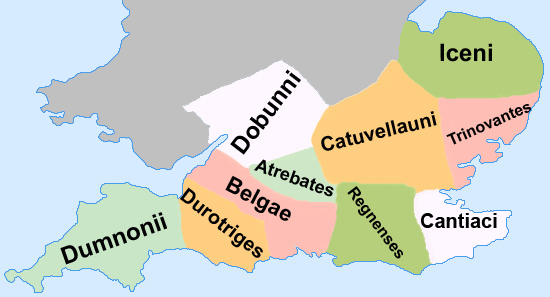
I popoli celti dell' Inghilterra meridionale.

Cantiaci (o Cantii) è una tribù celtica o belgica che visse in Britannia prima della conquista romana e che diede il proprio nome a una civitas della Britannia romana. Vivevano nell'odierno Kent (Inghilterra sud-orientale) e la loro capitale era Durovernum Cantiacorum, ora Canterbury.
Gaio Giulio Cesare giunse nel Cantium con le sue truppe nel 55 e nel 54 a.C. (esperienza narrata nel De bello Gallico).

## Età del ferro e invasione romana
Cesare menziona quattro re: Segovage, Carvilio, Cingetorige e Tassimagulo, che tennero il potere nel Cantium al tempo della sua seconda spedizione militare in Britannia (54 a.C.). Il capo britannico Cassivellauno, assediato nella sua fortezza a nord del Tamigi, mandò un messaggio a questi quattro sovrani perché attaccassero il campo romano come manovra diversiva. La manovra fallì e un capo chiamato Lugotorige fu catturato; Cassivellauno fu costretto a cercare un accordo.
Nel secolo intercorso tra le spedizioni britanniche di Cesare e la conquista romana della Britannia, durante il regno dell'imperatore Claudio, i re in Britannia iniziarono a coniare monete con i loro nomi. I sovrani cantiaci conosciuti per questo periodo sono: 
- Dubnovellauno. Potrebbe essere stato un alleato o sovrano-dipendente di Tasciovano dei Catuvellauni, o un figlio di Addedomaro dei Trinovanti. Si presentò come supplice ad Augusto attorno al 7 a.C.
- Vosenio, regnò fino a circa il 15 a.C.
- Eppillo, in origine un sovrano degli Atrebati. Le monete indicano che divenne re dei cantiaci attorno al 15 a.C., nello stesso tempo in cui suo fratello Verica divenne sovrano degli Atrebati.
- Cunobelino, il re dei Catuvellauni, che espanse la sua influenza nel territorio cantiaco.
- Adminio, figlio di Cunobelino. Sembra aver regnato in rappresentanza di suo padre all'incirca dal 30 d.C. Svetonio dice che fu esiliato da Cunobelino attorno al 40 d.C.

## Periodo post-romano
Secondo Nennio, Gwrangon fu un sovrano del Kent al tempo di Vortigern, fino a quando Vortigern lo estromise e diede il trono a Hengist. Ma è riconosciuto che Nennio non è una fonte affidabile. Secondo alcuni storici, Gwrangon potrebbe essere stato trasportato dai cronisti dal Gwent al Kent e trasformato in un immaginario sovrano cantiaco, privato del suo regno in favore di Hengist, la cui figlia Vortigern sperava di sposare.